# Khatt Atui
Khatt Atui é um uádi no norte da África. Este leito seco de um rio começa perto de Aousserd, no território disputado do Saara Ocidental, e corre para sudoeste através das regiões Dakhlet Nouadhibou e Inchiri da Mauritânia, terminando na Baie d'Aouati na costa atlântica a leste de Iouik, Mauritânia, no Parque Nacional do Banco de Arguim.
A bacia Atui, conforme definido pelo Programa de Avaliação de Águas Transfronteiriças do Fundo Mundial para o Meio Ambiente, cobre 83.295 square kilometres (32.160 sq mi) e é o lar de um número estimado de 99.599 pessoas.  Os assentamentos mauritanos de Chami (na estrada entre Nouakchott e Nouadhibou), Imkebden e N'Talfa estão localizados ao longo do uádi, tal como a mina de ouro de Tasiast.
Khatt Atui tem sido sugerido como a localização do curso inferior de um grande rio antigo, apelidado de paleorio Tamanrasett, que fluía através do Saara para a Bacia de Arguim durante episódios húmidos no fim do Quaternário.  Sítios arqueológicos neolíticos foram encontrados ao longo da porção mauritana do uádi.